# 함민복
함민복(咸敏復, 1962년 ~ )은 대한민국의 시인이다.

## 생애
1962년 충청북도 중원군 노은면에서 태어났다. 수도전기공업고등학교를 졸업하고 월성원자력발전소에서 4년 간 근무했다. 이후 서울예전 문예창작과에 입학해 2학년 때인 1988년에 〈성선설〉 등을 《세계의 문학》에 발표하며 등단했다. 1996년에 우연히 놀러갔던 마니산이 너무 좋아 인근 폐가를 빌려 강화군 화도면 동막리에 정착하게 된다. 강화도에 정착한 후 시집 《말랑말랑한 힘》과  에세이집 《미안한 마음》, 《길들은 다 일가친척이다》를 발표했으며, 김수영 문학상, 윤동주상 등의 상을 받았다.

## 연보

#### 학력
- 수도전기공업고등학교 졸업
- 서울예술대학 문예창작과 졸업

#### 경력
- 월성원자력발전소 4년 근무

#### 수상경력
- 1998년 오늘의 젊은예술가상
- 2005년 제2회 애지 문학상
- 2005년 제7회 박용래 문학상
- 2005년 제24회 김수영 문학상
- 2009년 세상을 밝게 만든 사람들 선정
- 2011년 제비꽃 서민시인상
- 2011년 제6회 윤동주상 문학부문 대상

## 시 세계
1990년 펴낸 첫 시집 《우울氏의 一日》과 1993년에 낸 《자본주의의 약속》에서 함민복은 의사소통이 막힌 현실, 물질과 욕망에 떠밀리는 개인의 소외 문제를 다룬 데 이어 《모든 경계에는 꽃이 핀다》(1999년)에서는 일상에서 마주하는 대상들을 따뜻하고 진솔한 언어로 끌어안는다. 이 경향은 《말랑말랑한 힘》(2005년)과 《눈물을 자르는 눈꺼풀처럼》(2013년)까지 이어진다.

## 분야별 작품목록

#### 시집
- 《우울氏의 一日》, 1990
- 《자본주의의 약속》, 1993
- 《모든 경계에는 꽃이 핀다》, 1996
- 《말랑말랑한 힘》, 2005
- 《꽃봇대》, 2011
- 《눈물을 자르는 눈꺼풀처럼》, 2013
- 《당신 생각을 켜놓은 채 잠이듭니다》, 2013. 시선집

#### 동시집
- 《바닷물 에고, 짜다》, 2009

#### 에세이집
- 《눈물은 왜 짠가》, 2003
- 《미안한 마음》, 2006
- 《길들은 다 일가친척이다》, 2009

### 시 해설집
- 《절하고 싶다》, 2011